# North Abaco
North Abaco (Nord Abaco in italiano) è un distretto delle Bahamas.
Il distretto è il più a nord delle Isole Abaco,le località principali sono:
- Wood Cay
- Crown Haven
- Cedar Harbour
- Coopers Town
- Fire Road Village
- Black Wood Village
- New Plymouth